# Frankowo (województwo mazowieckie)
Frankowo – przysiółek w Polsce położony w województwie mazowieckim, w powiecie przasnyskim, w gminie Przasnysz.
Frankowo wchodzi w skład sołectwa Sątrzaska. 
W latach 1975–1998 miejscowość administracyjnie należała do województwa ostrołęckiego.
Około 1830 roku był tu las. W 1860 roku w dobrach Sątrzaska. W 1889 roku w powiecie makowskim, w gminie i parafii Płoniawy – wówczas 4 osady i 80 mórg ziemi. Około 1930 roku było 6 zagród. Obecnie 7 posesji zamieszkanych i 30 mieszkańców.
Wierni Kościoła rzymskokatolickiego należą do parafii św. Stanisława Biskupa w Świętym Miejscu.